# Фінне
Фінне (нім. Finne) — громада в Німеччині, розташована в землі Саксонія-Ангальт. Входить до складу району Бургенланд. Складова частина об'єднання громад Ан-дер-Фінне.
Площа — 25,02 км2. Населення становить 1145 ос. (станом на 31 грудня 2021).

## Галерея

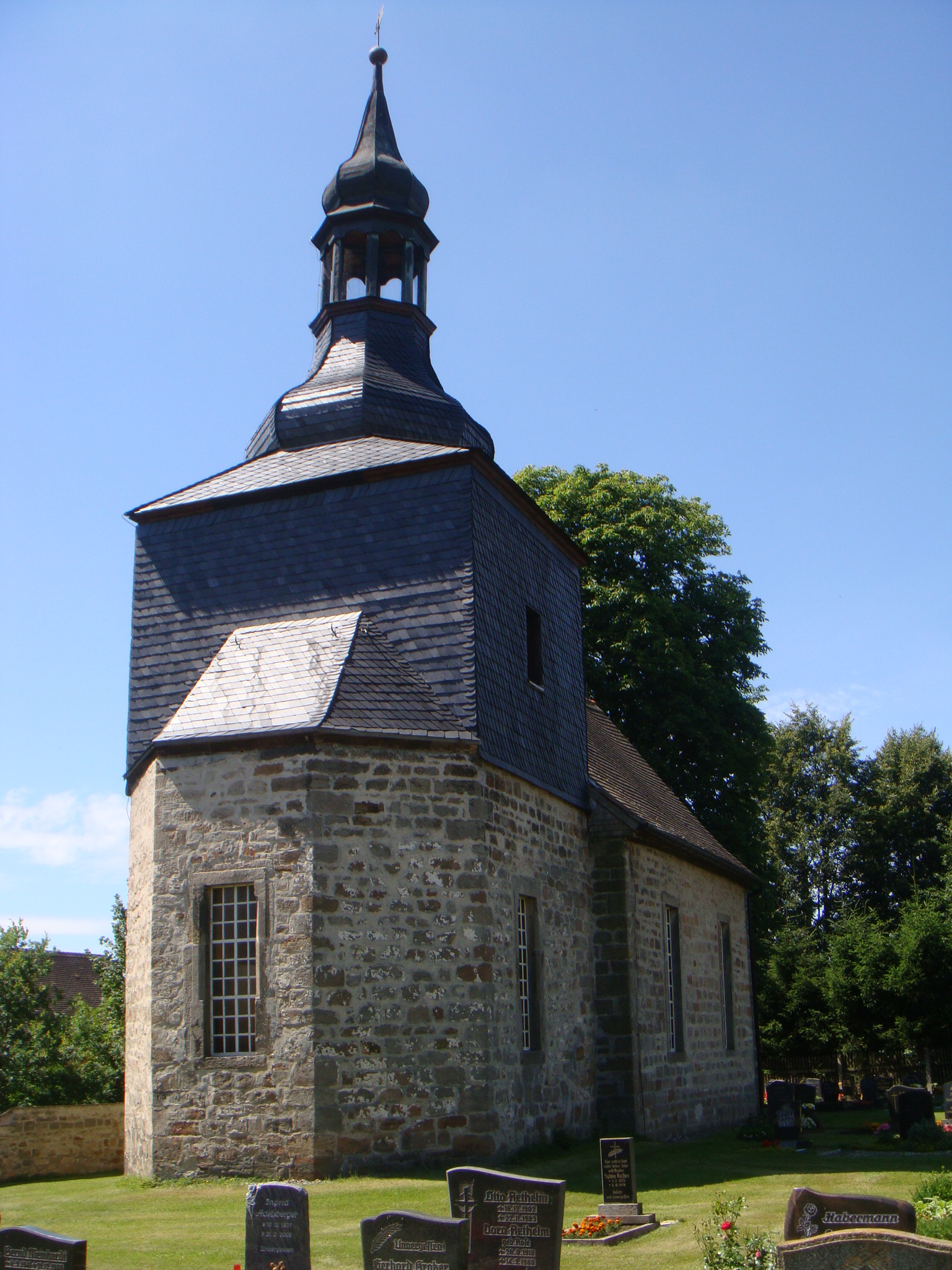
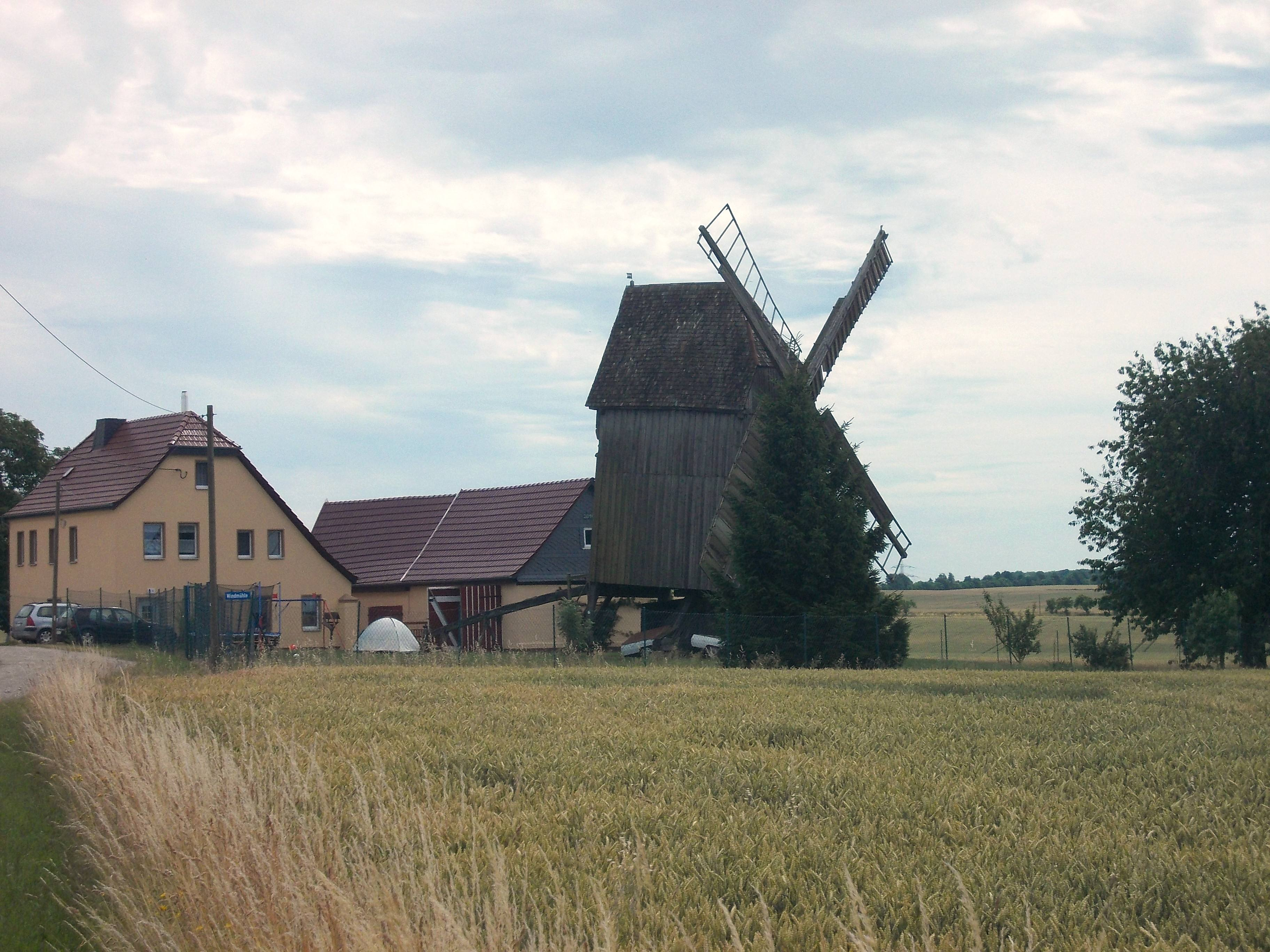